# Ludvig Glacier
Ludvig Glacier är en glaciär i Antarktis. Den ligger i Östantarktis. Nya Zeeland gör anspråk på området. Ludvig Glacier ligger 461 meter över havet.
Terrängen runt Ludvig Glacier är bergig. Trakten är obefolkad. Det finns inga samhällen i närheten. 